# Museo Etnográfico de Zalduendo
El Museo Etnográfico de Zalduendo es un museo público ubicado en la localidad alavesa de Zalduendo.
Es un museo de carácter comarcal que muestra la cultura y la historia de la zona a través de diversas colecciones relacionadas con la historia, la etnografía, la artesanía o la fauna local. Entre los elementos expuestos destacan la sección dedicada al arte religioso de la villa y una colección de pinturas murales del siglo XVI.
El Museo ocupa el Palacio de Lazarraga-Amézaga, un palacio renacentista del siglo XVI con una portada de estilo plateresco en la que destaca un gran escudo heráldico flanqueado por dos esculturas antropomórficas de cuerpo entero.

## Pinturas murales
Decoraban el paño de la escalera y la galería de la primera planta, ocupando una superficie aproximada de 100 m2. El conjunto resulta único en un edificio civil de esta época tanto en Álava como en el País Vasco, por contener un programa de carácter narrativo, que va más allá de simples pinturas ornamentales o decorativas. Se han atribuido a Diego de Cegama.  De origen guipuzcoano, había instalado su taller en Munain (concejo de San Millán, Álava), desarrollando entre 1566 y 1582 una gran actividad pictórica en iglesias de la Llanada alavesa.

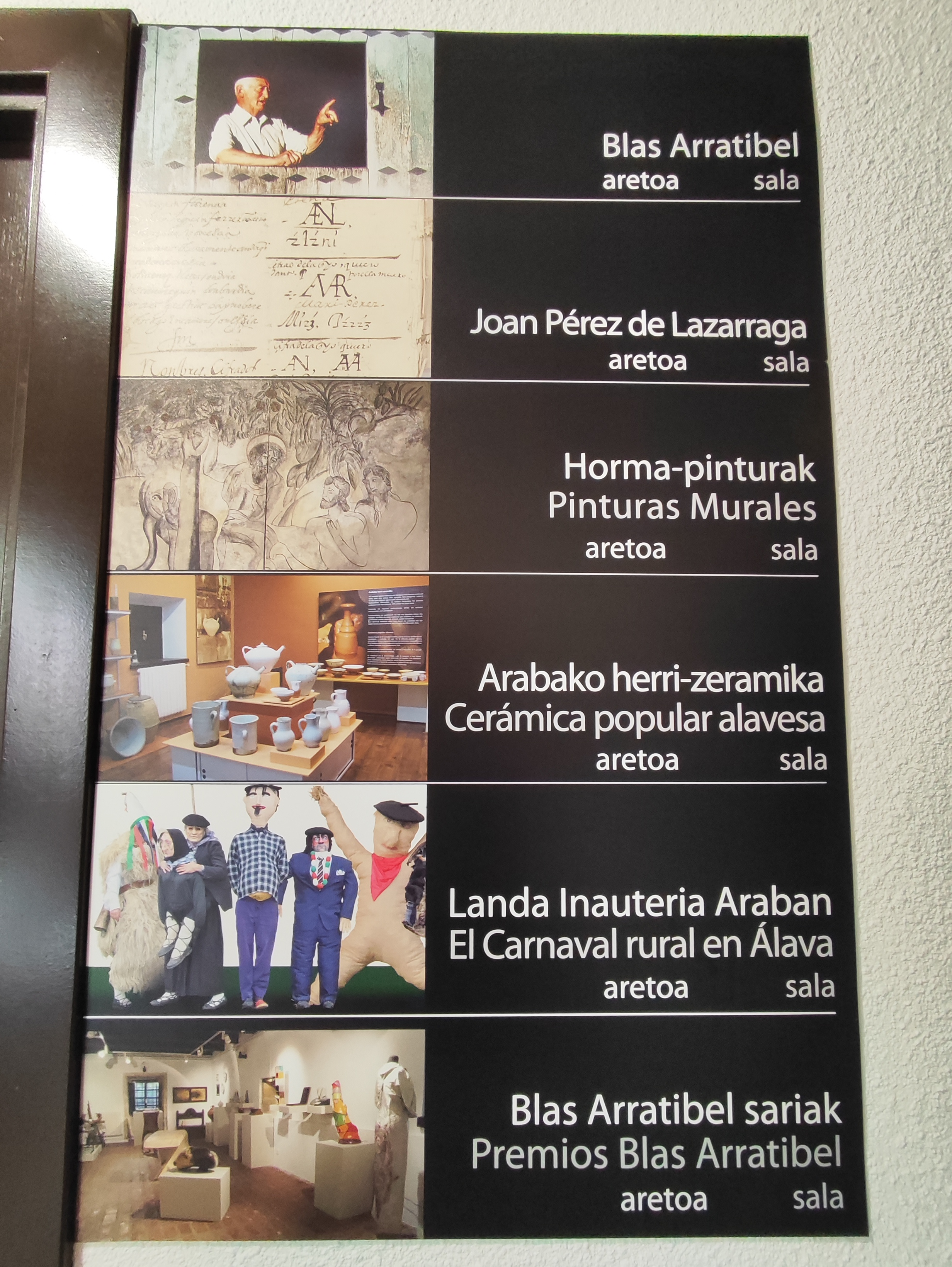
Salas del museo

## Espacios del museo

### Copia del Manuscrito Lazarraga
El manuscrito es el primer ejemplo conocido de texto profano escrito en euskera del siglo XVI con localismos alaveses. Fue descubierto en Madrid en 2004 y adquirido entonces por la Diputación Foral de Guipúzcoa. Del ejemplar original se conservan las cubiertas y 51 hojas, algunas de las cuales se han reproducido y pueden verse en vitrinas de la sala. La autoría principal del manuscrito, remite a Juan Pérez de Lazarraga, vecino de la torre de Larrea (Álava), pariente y coetáneo de Juan López de Lazarraga, promotor del palacio de Zalduendo de Álava.

### Cerámica popular alavesa
Su producción se localizaba en distintos centros alfareros del territorio. Entre ellos podríamos destacar los de Ullibarri de los Olleros, Ullibarri Gamboa, Hijona, Elosu, Erentxun o Narvaja, que fue el último taller en activo y cerró sus puertas en 1976.

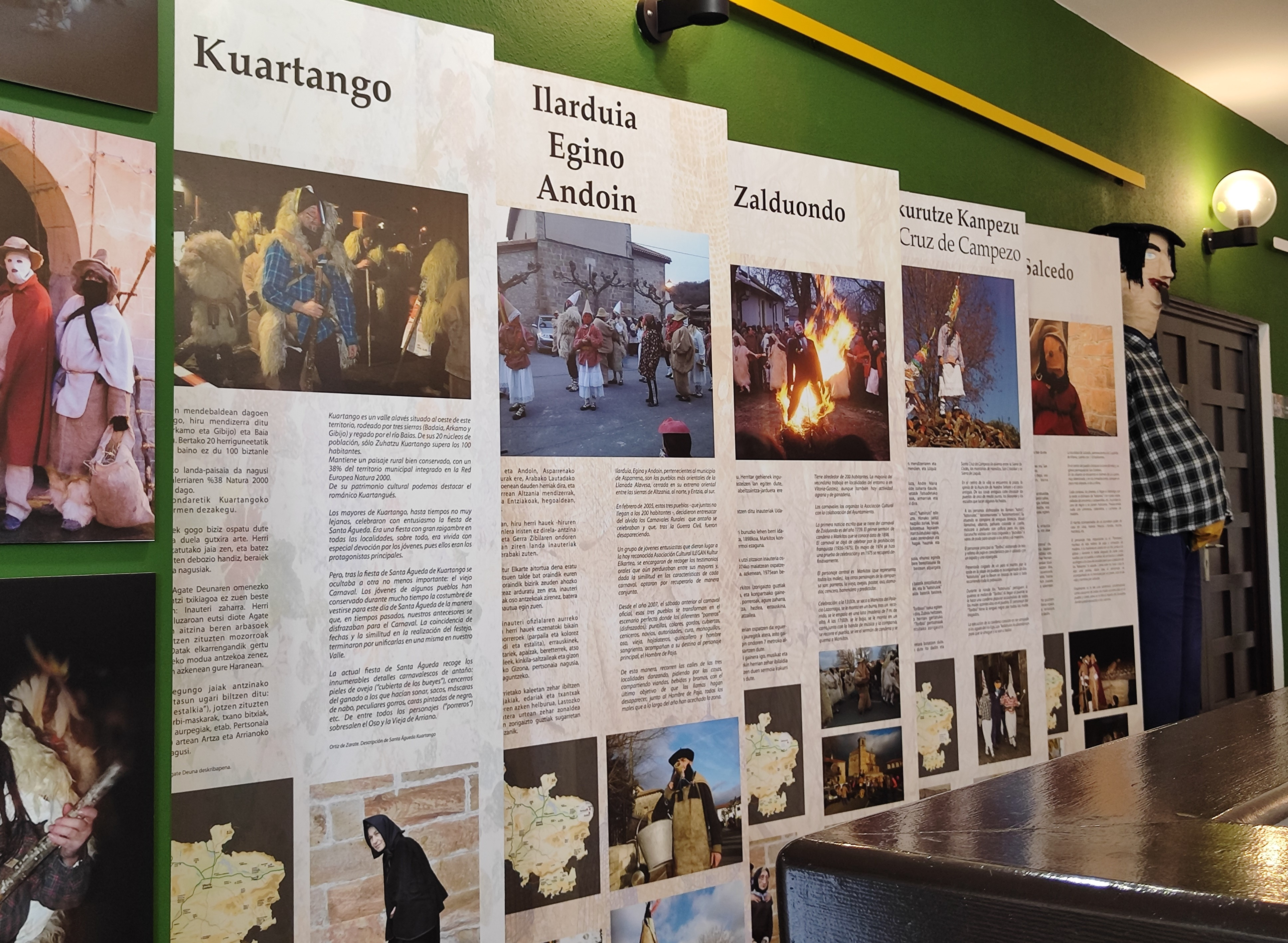
Paneles de los 5 carnavales rurales de Álava

### Carnavales rurales de Álava
Se muestran cinco ejemplos del carnaval rural alavés por medio de un video y paneles explicativos y se pueden ver los disfraces de sus principales personajes. En 2015 fueron declarados Patrimonio Cultural Inmaterial por el Gobierno Vasco. Además de Zalduendo de Álava, se muestran los carnavales conjuntos de Ilarduia, Egino y Andoin (ILEGAN) con el personaje del Hombre de Paja, Kuartango con la vieja de Arriano, Santa Cruz de Campezo con Toribio o Salcedo con el Porretero.

### Etnografía
La sección de etnografía, está dedicada a mostrar la vida cotidiana y el trabajo de los habitantes de la zona en épocas pasadas.

### Blas Arratibel
Espacio para recordar la figura y obra de Blas Arratibel (Zalduendo de Álava, 1906-1986), uno de los promotores de la Asociación Cultural de Zalduendo de Álava y de la creación del Museo Etnográfico. Tras desarrollar una vida laboral dedicada a la agricultura y la industria, Arratibel se volcó en su jubilación en la artesanía y la salvaguarda del patrimonio y las tradiciones de su pueblo. Hay que destacar su interés en la recuperación del carnaval y también en la toponimia de la zona.